# Joe Jonas
Pour les articles homonymes, voir Jonas (homonymie).
Pour le joueur de rugby sud-africain, voir Joe Jonas (rugby à XV).
Joseph Adam Jonas, plus connu sous le nom de Joe Jonas, est un chanteur, musicien et acteur américain, né le 15 août 1989 à Casa Grande en Arizona aux États-Unis.
Il est l'un des chanteurs du groupe Jonas Brothers, qu'il forme avec ses deux frères Kevin Jonas et Nick Jonas, et est membre du groupe DNCE.

## Biographie
Né en Arizona en 1989, Joe Jonas a grandi à Wyckoff dans le New Jersey. Il est le deuxième fils de Paul Kevin Jonas Sr. (né le 13 février 1965), un ancien pasteur évangélique des Assemblées de Dieu et Denise Jonas (née Miller, le 12 juillet 1966), une ancienne professeure de langue des signes. Il a trois frères : Paul Kevin, Nicholas Jerry et Franklin Nathaniel. Ses parents sont mariés depuis le 15 août 1985. 
Élevé dans une famille chrétienne pratiquante, ses frères et lui portent un anneau de pureté à l'annulaire gauche. Le mot poned est inscrit à l'intérieur ce qui signifie « remis à plus tard » ou « reporté ». Cette bague, très répandue dans la jeunesse chrétienne nord-américaine, signifie que celui qui la porte a fait le vœu de rester vierge jusqu'au mariage, mais il l'a retirée, tout comme Nick, en 2010 alors que Kevin l'a gardée jusqu'au mariage. Tout comme ses frères, il s’est aussi abstenu d’alcool, de tabac et de drogues.
Joe Jonas se découvre d'abord une passion pour la comédie et n'aurait jamais pensé devenir un jour chanteur. Néanmoins, il fait partie avec ses frères de la chorale de son église. C'est en voyant son petit frère Nick jouer à Broadway qu'il commence à s'intéresser sérieusement au chant, jusqu'à débuter à son tour à Broadway dans La Bohème.
En 2015, il devient un des membres du groupe DNCE, qu'il crée avec Jack Lawless et JinJoo Lee (ensuite rejoints par Cole Whittle). Ce groupe est notamment connu pour leur chanson Cake by the ocean.

## Carrière musicale

### Jonas Brothers

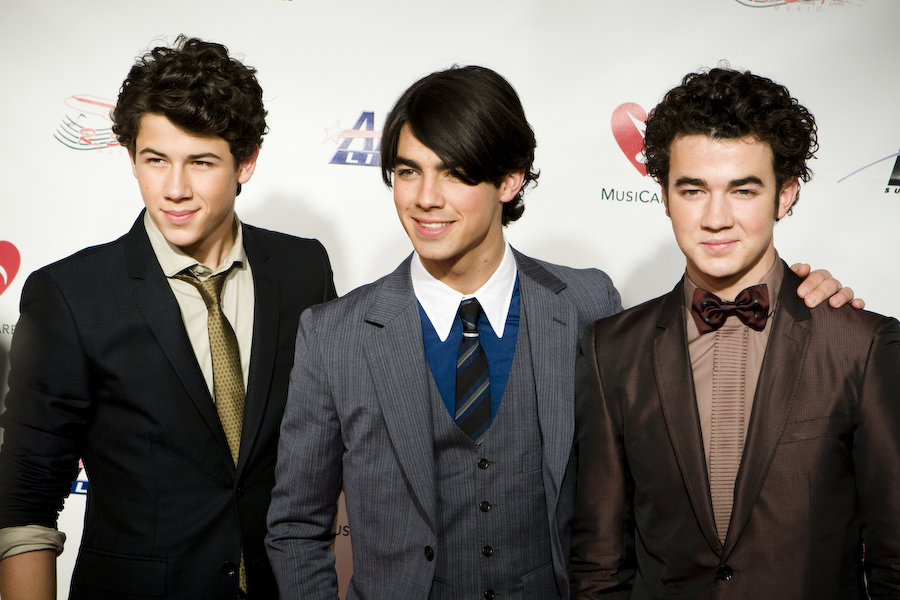
Jonas Brothers en 2009.

Au début de 2005, Columbia Records a un nouveau président, Steeve Greenberg, qui a l'occasion d'écouter le disque de Nick Jonas. Même s'il n'apprécie pas le style de l'album, il admire la voix de Nick. Après avoir entendu la chanson Please Be Mine, écrite et interprétée par les trois frères Jonas, à savoir Kevin, Nick, Joe, Daylight Records et Columbia Records décident de signer les trois artistes en tant que groupe. Après avoir signé avec Columbia, les frères ont songé à appeler leur groupe Sons of Jonas avant de prendre le nom de Jonas Brothers.
Par la suite, Joe devient le chanteur du groupe. Le groupe a enregistré cinq albums studio (It's About time, Jonas Brothers, A Little Bit Longer, Lines, Vines and Trying Times et "V") et un album Live (Jonas Brothers: the 3D Concert experience).

#### 2019: Retour des Jonas Brothers
Le 28 février 2019, après presque 10 ans d'absence, les Jonas Brothers ont officiellement annoncé leur retour avec un nouveau single, "Sucker", qui est sorti le 1er mars publié sur Republic Records. La chanson a fait ses débuts au numéro 1 des classements Billboard Hot 100, devenant ainsi la première chanson numéro 1 des Jonas Brothers dans un classement.
Le 5 avril, le groupe a publié le single "Cool (en)". Le 22 avril 2019, le groupe annonçait la sortie de leur prochain album, Happiness Begins, prévu le 7 juin 2019.
Le 1er mai 2019, le trio s'est produit aux Billboard Music Awards à Las Vegas.  

### Carrière solo

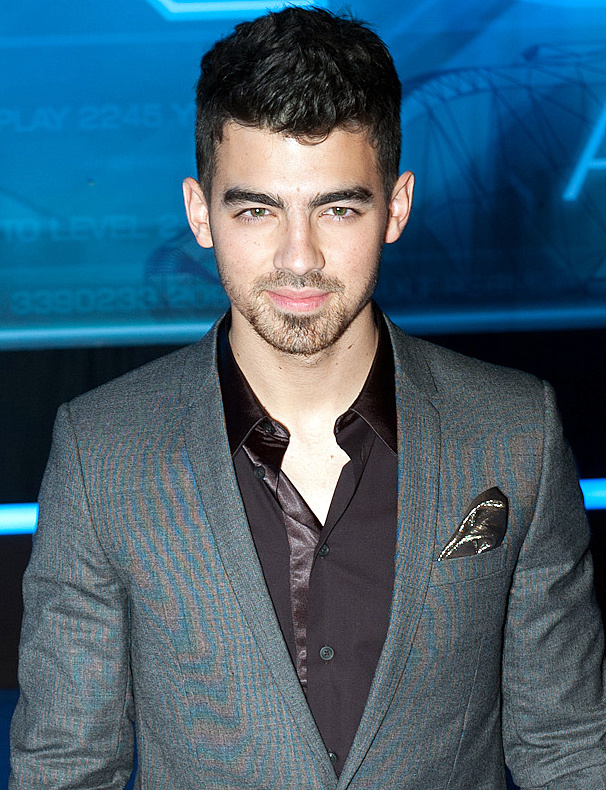
Joe Jonas en 2010.

Fin 2010, il annonce qu'il sortira un album solo, sans ses frères Nick & Kevin, avec le producteur Danja. L'album sort le 11 octobre (le 17 octobre en France) et s'intitule Fast Life. Quatre chansons de cet album sont sorties : See No More, Love Slayer, Just In Love et All This Time.
Joe a fait la première partie du concert de Britney Spears le 21 octobre 2011 à Montpellier.
En 2015, il apparaît sur le titre I Bet Remix sur l'album Jackie de la chanteuse Ciara[réf. nécessaire].
Fin 2017 est annoncé son arrivée dans la nouvelle saison de The Voice Australie en tant que coach, en remplacement de Seal[réf. nécessaire].

### DNCE

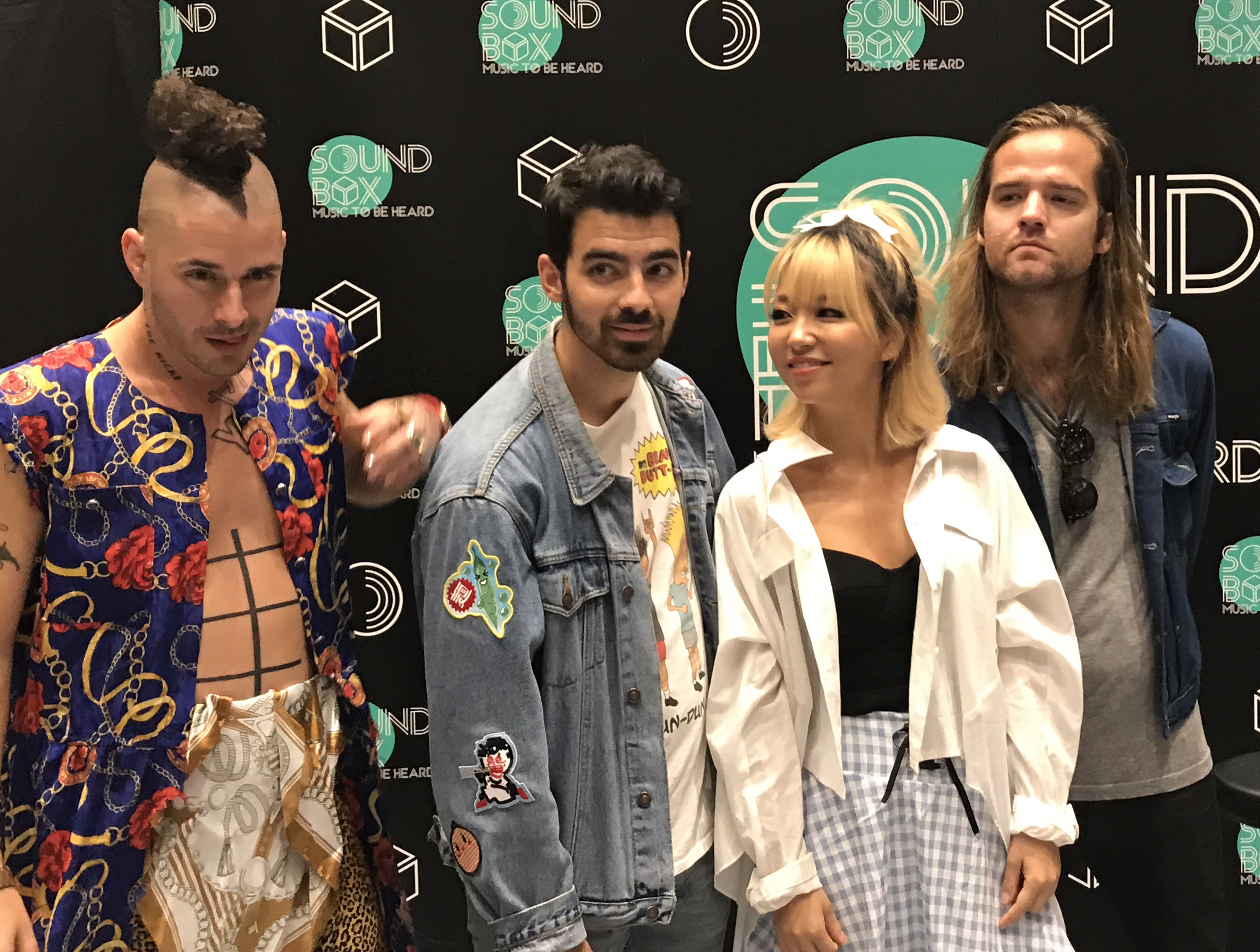
Membres du groupe DNCE en 2017.

Le 18 septembre 2015, Joe Jonas lance le premier extrait Cake by the Ocean, avec son nouveau groupe DNCE. Ce morceau, présent dans le premier EP du groupe, SWAAY, sorti en octobre 2015, reçoit un relativement bon accueil critique, en atteignant la douzième place des charts US et le podium dans celles du Canada.

### Concerts
Les Jonas Brothers ont fait beaucoup de tournées, dont deux mondiales. Ils sont passés pas moins de deux fois en France en 2009 : le 14 juin au Zénith de Paris et le 26 novembre à Paris-Bercy. Cette date était la dernière de leur tournée : "World Tour 2009" pendant cette tournée ils sont également passés par la Belgique à Anvers le 14 novembre 2009. Une tournée mondiale s'est entamée le 27 juillet 2010 aux États-Unis. Demi Lovato a assuré la première partie de cette tournée.
Le 1er mai 2019, le groupe a officiellement annoncé une tournée intitulée « Happiness Begins Tour » aux États-Unis, Canada et le Mexique à partir du 7 août jusqu'au 14 décembre 2019 ainsi qu'une tournée européenne qui débutera du 29 janvier jusqu'au 22 février 2020.

## Carrière d'acteur

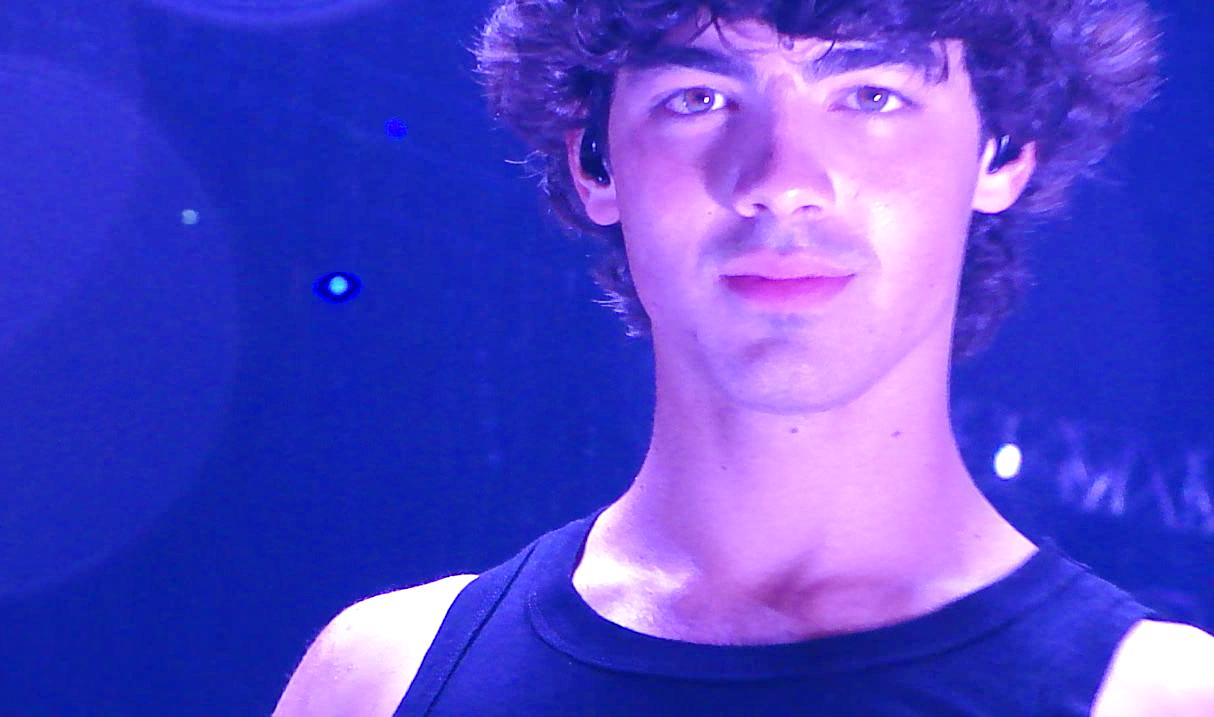
Capture d'écran de la vidéo Lovebug.

En 2008, Joe Jonas et ses frères ont tourné dans un film de Disney Channel Original Movie, Camp Rock, au côté de Demi Lovato. Joe y joue le rôle de Shane Gray, le leader du groupe Connect Three qu'il forme avec ses frères, Nate (« Nick ») et Jason (« Kevin »).
Cette même année, ils tournent également une série de télé-réalité intitulée Jonas Brothers : Living the Dream, qui suit les frères Jonas dans leur tournée.
En 2009, les Jonas Brothers et Frankie Jonas ont tourné leur propre série télévisée appelée Jonas L. A.. Ils y jouent un groupe de pop qui tente de vivre une vie normale en dehors de leur vie de rêve.
En 2010, les Jonas reprennent leurs rôles dans Camp Rock 2 ainsi que dans la suite de leur série Jonas L. A., diffusés sur Disney Channel.
Joe Jonas a aussi fait quelques passages dans des émissions de télévision telles que : Hannah Montana, Hot in Cleveland, 90210, Sonny, etc.

## Vie privée

### Relations amoureuses
Joe Jonas a fréquenté son amie d'enfance, Mandy VanDuyne, de 2003 à 2005. Il a d'ailleurs composé la chanson Mandy — qui figure sur le premier album des Jonas Brothers — en hommage à leur histoire.
Après avoir été en couple avec Amanda Michalka, membre du duo Aly & AJ, de décembre 2005 à novembre 2006, Joe a été en couple avec le mannequin australien, Amelia Than-Aye, de décembre 2006 à août 2007. Il a composé la chanson Australia - qui figure sur le deuxième album des Jonas Brothers dans laquelle il évoque leur histoire.
En début d'année 2008, il fréquente brièvement l'actrice, Chelsea Kane. En juillet 2008, il entame une relation controversée avec la chanteuse américaine, Taylor Swift - qu'il finit par quitter trois mois plus tard pour se mettre en couple avec l'actrice américano-brésilienne, Camilla Belle - rencontré sur le tournage du clip, Lovebug,. Taylor évoque sa rupture avec Joe en public en composant la chanson, Forever and Always - qui figure sur son deuxième album, ainsi que dans le talk-show américain, The Ellen DeGeneres Show en octobre 2008 en disant : «Le jour où je rencontrerai la bonne personne, je ne me rappellerai même plus du garçon qui a rompu avec moi en 27 secondes au téléphone quand j'avais 18 ans». Joe lui répond avec la chanson Much Better - qui figure sur le quatrième album des Jonas Brothers, dans laquelle il laisse clairement sous-entendre que Camilla Belle est « bien mieux » que Taylor Swift. Cependant, Joe et Camilla se séparent en juillet 2009, au bout de neuf mois de relation.
Alors que les fans de Camp Rock sont persuadés que Joe et Demi Lovato se fréquentaient en cachette depuis plusieurs années, Demi a révélé dans une interview en octobre 2017 qu'ils ont été en couple pendant deux mois seulement en début d'année 2010, mais qu'elle est tombée amoureuse de lui en 2007, sur le tournage de Camp Rock, et qu'elle est longtemps restée en froid avec lui car elle lui en voulait beaucoup d'avoir mis un terme à leur brève histoire,. En 2011, Joe compose la chanson I'm Sorry - qui figure sur son premier album solo, dans laquelle il lui présente ses excuses et lui demande de repartir sur de bonnes bases.
En juillet 2010, Joe devient le compagnon de l'actrice américaine, Ashley Greene - qu'il décrit comme étant sa « première vraie relation sérieuse », et il va même jusqu'à révéler en 2016 que c'est avec elle qu'il a eu ses premiers rapports sexuels,. Cependant, ils se séparent en mars 2011, au bout de huit mois de relation. Il compose alors la chanson See No More - qui figure sur son premier album solo, dans laquelle il laisse sous-entendre qu'elle l'a quitté du jour au lendemain. La chanson Just in Love serait également pour l'actrice.
Dans l'été 2011, il a eu une brève liaison avec la journaliste australienne, Renee Bargh, puis il aurait eu une aventure avec la chanteuse mexicaine, Dulce María, en novembre 2011. En janvier 2012, il aurait eu une aventure avec l'actrice et mannequin, Georgina Rosso, puis il a eu une brève histoire avec le mannequin Natashia Ho, de février à juillet 2012.
Par la suite, il a été en couple avec la designer graphique et mannequin suisse, Blanda Eggenschwiler de novembre 2012 à juillet 2014,, avant de se mettre en couple avec la mannequin américaine, Gigi Hadid, en mai 2015. Gigi co-réalise le clip de Cake by the Ocean du groupe de Joe, DNCE, dans l'été 2015. Ils se séparent en novembre 2015, au bout de six mois de relation, et Joe accuse la jeune femme de l'avoir trompé et quitté pour le chanteur britannique, Zayn Malik.
Entre janvier et février 2016, il a eu une aventure avec le mannequin, Jessica Serfaty,, puis entre mai et juillet 2016, il aurait fréquenté le mannequin Juliana Herz,.
En mars 2024, il officialise sa relation avec le mannequin americain Stormi Henley,.

### Mariage
En octobre 2016, il devient le compagnon de l'actrice britannique Sophie Turner - de sept ans sa cadette. Le couple se fiance en octobre 2017, puis ils se marient une première fois le 1er mai 2019 à Las Vegas, après la cérémonie des Billboard Music Awards,. La cérémonie principale aura lieu quelques semaines plus tard à Carpentras, dans le Sud de la France, le 29 juin 2019. 
En mai 2019, Sophie Turner a confié lors d'une interview que son couple avec Joe Jonas n'a pas toujours été harmonieux, et qu'ils se sont même séparés durant 24 heures, quelques jours avant leur mariage à Las Vegas. Joe fait de nombreuses références à Sophie dans le nouvel album des Jonas Brothers — intitulé Happiness Begins sorti en juin 2019, et il lui dédie même une chanson, intitulée Hesitate.
Le 12 février 2020, il est annoncé que le couple attend leur premier enfant,,,,. Le 22 juillet 2020, Sophie a donné naissance à une petite fille à Los Angeles, prénommée Willa Jonas,. En 2021, le couple quitte Los Angeles pour s'installer à Miami. Le 14 juillet 2022, TMZ annonce que Sophie Turner a accouché à Miami de leur deuxième fille, prénommée Delphine Jonas. Joe Jonas demande le divorce le 6 septembre 2023. Le 21 septembre 2023, Sophie Turner poursuit Joe Jonas en justice pour non-représentation de leurs deux filles, alors qu'elle devait s'installer en Angleterre avec celles-ci.

## Filmographie

### Cinéma
- 2008 : Hannah Montana et Miley Cyrus : Le Film concert événement : lui-même
- 2008 : Camp Rock : Shane Gray (VF : Hervé Grull)
- 2009 : Jonas Brothers: The 3D Concert Experience : lui-même (VF : Hervé Grull)
- 2009 : Band in a Bus : lui-même
- 2009 : La Nuit au musée 2 : l'un des Chérubins
- 2010 : Camp Rock 2 : Shane Gray
- 2016 : Grease: Live ! : Johnny Casino
- 2016 : Zoolander 2 (Zoolander No. 2) de Ben Stiller : lui-même
- 2022 : Devotion de J. D. Dillard : Marty Goode

### Séries télévisées
- 2007 : Hannah Montana : Les frères que je n'ai pas choisis : lui-même
- 2008 : Jonas Brothers: Living the Dream : lui-même
- 2009 - 2010 : Jonas L. A. : lui-même
- 2009 : Jonas Brothers Living The Dream 2 : lui-même
- 2010 : Hot in Cleveland : Will Moretti
- 2010 : 90210 Beverly Hills : Nouvelle Génération : lui-même
- 2015 : Kids Choice Awards 2015 : lui-même
- 2015 : Radio Disney Music Awards 2015 : lui-même
- 2015 : Halo Awards 2015 : lui-même

### Clips
- 2017 : Boys de Charli XCX : lui-même

## Discographie

### Album avec lesJonas Brothers
- 2006 : It's About Time
- 2007 : Jonas Brothers
- 2008 : A Little Bit Longer
- 2009 : Lines, Vines and Trying Times
- 2013 : V
- 2019 : Happiness Begins
- 2023 : The Album

### Singles avec lesJonas Brothers
- 2005 : Mandy
- 2007 : Hold On
- 2007 : S.O.S
- 2008 : When You Look Me in the Eyes
- 2008 : Burnin' Up
- 2008 : Lovebug
- 2008 : Tonight
- 2009 : Paranoid
- 2009 : Fly with Me (en)
- 2009 : Keep It Real
- 2011 : Dance Until Tomorrow
- 2013 : Pom Poms
- 2013 : First Time
- 2019 : Sucker
- 2019 : Cool (en)

### Albums Solo
- 2011 : Fastlife
- 2024 : Music For People Who Believe in Love

### Singles Solo
- 13 juin 2011 : See No More
- 13 septembre 2011 : Just In Love

### Extended Plays avecDNCE
- 23 octobre 2015 : SWAAY
- 18 novembre 2016 : DNCE(album)(en)

### Singles avecDNCE
- 18 septembre 2015 : Cake by the Ocean
- 17 mai 2016 : Toothbrush
- 30 septembre 2016 : Body Moves
- 13 avril 2017 : Kissing Strangers (feat. Nicki Minaj)
- 28 février 2022 : Dancing feet  (feat. Kygo)